# Lottia paradigitalis
Lottia paradigitalis is een slakkensoort uit de familie van de Lottiidae. De wetenschappelijke naam van de soort is voor het eerst geldig gepubliceerd in 1960 door Fritchman.